# موسوعة آباء نقية وما بعدها

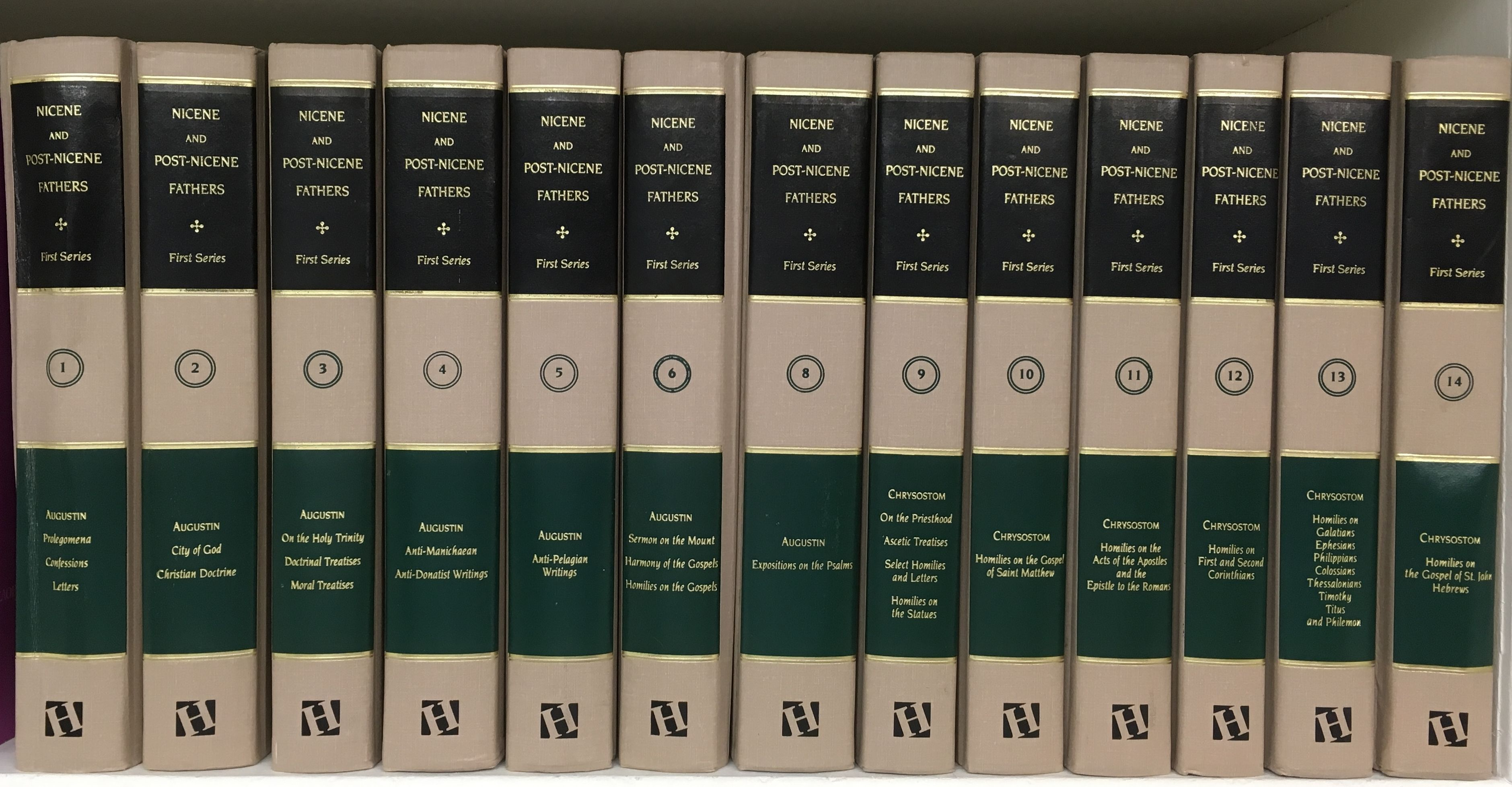
كتب موسوعة آباء نقية وما بعدها.

موسوعة آباء نقية وما بعدها هي موسوعة مُكوَّنة من إصدارين، كلّ إصدار مُكوَّن من أربعة عشر مُجلَّداً، والموسوعة عبارة عن مجموعة مُختارة من أهمّ كتابات آباء الكنيسة من حقبة مجمع نيقية وما بعده، حيث أنَّ التُّراث المسيحي زاد جداً من بعد مجمع نقية 325م. الموسوعة هي مخلصة جدًا، وتوفر معلومات قيمة حول روحانية ولاهوت آباء الكنيسة في عصور المسيحية المبكر. ويعتبر العمل مُصنَّف مسيحي فقهي يحتوي على سائر القواعد الدينية التقليدية للسلوك فضلاً عن شرح مفصل عن العقيدة والتعاليم المسيحية.
وتعتمد الطوائف المسيحية الستة هي: الكاثوليكية، الأرثوذكسية الشرقية، الأرثوذكسية المشرقية، والنسطورية، أو كما تدعى هذه الطوائف باسم الكنائس التقليدية على التقليد وكتابات آباء الكنيسة والمجامع إلى جانب الكتاب المقدس في التشريع.
تضم الموسوعة الأعمال اللاهوتية المتعلقة بالعقيدة المسيحية، والفلسفة المسيحية، والتشريعات الدينية، والقُدَّاسات، والطُّقُوس الدينية وطرق العبادة، والأحكام التي تنظم علاقة الفرد بربه، والأحكام التي تنظم الزواج والطلاق وحقوق الأولاد والميراث والوصية، والأحكام التي تنظم علاقة الدولة بالأفراد أو بالدول الأخرى والعلاقات التي تنظم علاقة الفرد بأخيه الفرد.
تضم الموسوعة مؤلفات آباء الكنيسة أمثال أوغسطينوس، ويوحنا فم الذهب، ويوسابيوس القيصري، وثيودوريطس، وجيروم، وأثناسيوس الأول، وغريغوريوس النزينزي، وغريغوريوس أسقف نيصص، وباسيليوس قيصرية، ويوحنا الدمشقي، وأمبروز، وليون الأول، وغريغوري الأول، وأفرام السرياني، وأفراهاط وغيرهم.

## مواقع خارجية
- Christian Classics Ethereal Library:
- Tertullian Project:
- Internet Sacred Text Archive:
- أرشيف الإنترنت:
- HathiTrust:  or